# والتر سيسولو
والتر سيسولو (بالإنجليزية: Walter Max Ulyate Sisulu)،(مواليد نجكوبو في ترنسكاي، 18 مايو 1912 - الوفاة جوهانسبرغ، 5 مايو 2003)، سياسي ومناضل جنوب أفريقي ضد نضام الابرتهايد، أحد قيادات المؤتمر الوطني الافريقي البارزين، تولى من 1949 إلى 1954 منصب الأمين العام للمؤتمر الوطني الأفريقي قبل حظره، ورافق في السجن طوال 26 عاماً نلسون مانديلا الذي أصبح أول رئيس أسود لجمهورية جنوب أفريقيا.
عمل في البداية عاملا في مطبخ ثم في مخبز قبل ان ينضم إلى المؤتمر الوطني الأفريقي في العام 1940، لعب دورا فعالا في السياسات الجديدة التي قادت إلى الحملة على القوانين غير العادلة وذلك في العام 1952، حرم من حقوقه وتم فرض الإقامة الجبرية عليه والاعتداء عليه بشكل متكرر من قبل شرطة نظام الابرتهايد. أتهم مع صديقه المقرب مانديلا في محاكمة تريسون (الخيانة)، وكان شاهد الدفاع الأساسي في محاكمة ريفونيا، وقد عرضه ذلك لهجمات متواصلة من النائب العام.
وكان سيسولو واحداً من قادة رابطة الشبان في المؤتمر الوطني الأفريقي في أربعينات وخمسينات القرن الماضي التي تشكلت منها قيادة الحزب، ثم رفعت لواء الكفاح من أجل الحرية مع مانديلا وأوليفر تامبو وغوفان مبيكي والد الرئيس الحالي ثابو مبيكي.
عند وفاته صرح نلسون مانديلا قائلاً: «التقينا للمرة الأولى في 1941. وخلال السنوات الـ62 الأخيرة، التحمت حياة كل منا بحياة الآخر. لقد تقاسمنا فرح الحياة والألم وتقاسمنا معاً الأفكار وأخذنا على نفسينا عهوداً مشتركة. جنباً إلى جنب سرنا يضمد كل منا جراح الآخر ويتكئ على كتفه. ومعاً تذوقنا متعة الحرية».

## روابط خارجية
- والتر سيسولو على موقع مونزينجر (الألمانية)